# Хронологія геохімічних процесів
Хронологія геохімічних процесів — у системі природних геохімічних процесів. Термін введено Ферсманом О. Є. (1934). Він розрізняє такі тимчасові підрозділи (від більш великих до більш дрібних):
- геохімічні стадії;
- цикли;
- етапи;
- фази.

З інших позицій виділяються геохімічні епохи, відповідні металогенічним епохам.